# شيوة برو
شيوة برو هي قرية في مقاطعة أشنوية، إيران. يقدر عدد سكانها بـ 378 نسمة بحسب إحصاء 2016.